# گالاپاگوس ان‌وی
گالاپاگوس ان‌وی (انگلیسی: Galapagos NV) شرکت داروسازی بلژیکی است، که در سال ۱۹۹۹ تأسیس شد.